# Kemlitz (Dahme/Mark)

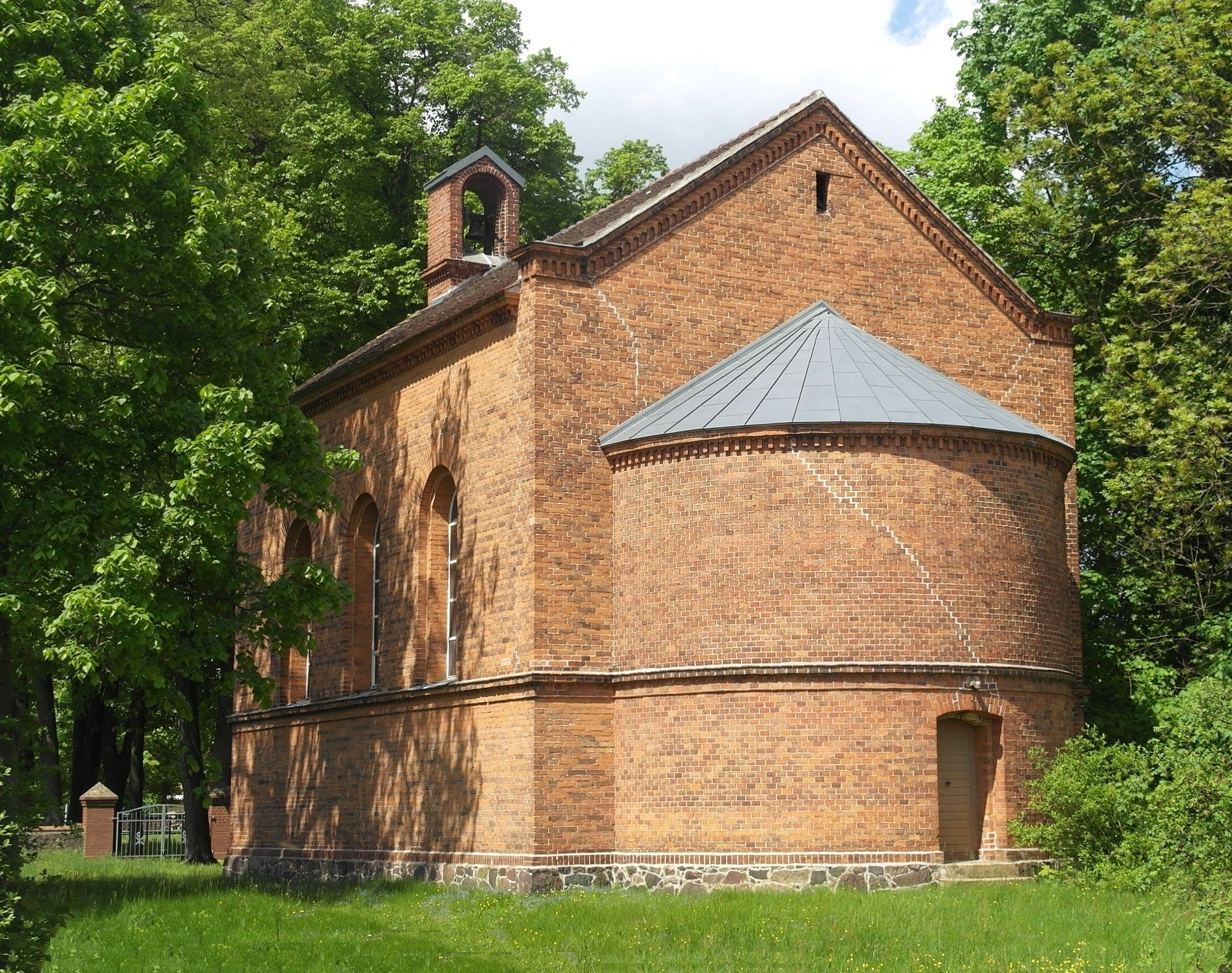
Dorfkirche Kemlitz

Kemlitz (niedersorbisch Kamjenica) ist ein Ortsteil der Stadt Dahme/Mark im Landkreis Teltow-Fläming in Brandenburg.

## Lage
Der Ort liegt östlich der Kernstadt von Dahme/Mark an der B 102. Naturräumlich liegt hier der Übergang vom Lausitzer Grenzwall zum Niederen Fläming. Zu Kemlitz gehört der Gemeindeteil Altsorgefeld. Nördlich liegt Wildau-Wentdorf gefolgt von Pitschen-Pickel im Nordosten. Es folgen im Uhrzeigersinn Falkenberg, Wüstermarke, Kolpien, das Stadtzentrum im Westen sowie Dahmetal mit den Ortsteilen Prensdorf, Görsdorf und Liedekahle. Die höchste Erhebung sind die nordöstlich gelegenen, 124 Meter hohen Hellberge. An Kemlitz schließt sich nach Süden die Kolpiener Heide, ein ausgedehntes Waldgebiet mit einer 143 Meter hohen Erhebung, an.

## Geschichte und Etymologie
Kemlitz wurde 1217 erstmals als Cameniz erwähnt, als der Graf Friedrich von Brehna das Gut an das Kloster Dobrilugk verkaufte. Die Zisterzienser gaben es als Vasallengut weiter. Ab 1431 belehnten die Mönche die von Weltewitz, bis der Ort nach der Reformation und der Auflösung der Klöster zur Herrschaft Doberlug kam, die 1624 in das Amt Dobrilugk umgewandelt wurde. Nach dem Tod von Alexander von Weltewitz verkaufte seine Witwe das Gut im Jahr 1616 an Caspar von Falcke. Er starb bereits ein Jahr später. Seine beiden Söhne konnten oder wollten den Kaufpreis nicht bezahlen und so kam der Ort erneut in den Besitz der Familie von Weltewitz. Eine erste noch erhaltene Bestätigung für diese Rückübertragung findet sich allerdings erst im Jahr 1625. Ein Lehnsbrief des Kurfürsten Johann Georg bestätigt einem Günter von Wellwitz den Besitz des Ortes. Dennoch muss es zu einem späteren Zeitpunkt zu einem erneuten Übergang an die Familie von Falcke gekommen sein: 1715 wurde Caspar Christoph von Falcke als Eigentümer in einem Lehnsbrief bestätigt und Georg Christof von Falke nochmals im Jahre 1755. Einer seiner Nachkommen, der kinderlos gebliebene Friedrich Christoph von Falcke, verkaufte 1803 schließlich Kemlitz für 50.000 Taler an Wilhelm Eberhard Ferdinand von Pflugk. Im 19. Jahrhundert wechselten die Besitzer mehrfach und Kemlitz kam 1842 in das Eigentum des Gutsbesitzers Carl August von Engelbrecht – nun für 104.000 Taler. Engelbrecht, der auch das Gut Heinsdorf erwarb, verpachtete den Ort unmittelbar nach seinem Erwerb und erzielte pro Jahr Einnahmen von 1000 bis 1200 Taler, ungeachtet eines Dorfbrandes im Jahr 1843, bei dem auch eine hölzerne Dorfkirche zerstört wurde. Bereits vor 1847 verkaufte er das Gut an die Erben des Amtsrates Friedrich Ernst sowie den Kammerrat Friedrich Wilhelm von Unger, die es fortan gemeinsam bewirtschafteten, verbrieft schon seit 1842 mit einer Special-Concession. Unter ihrem Patronat entstand 1856 ein Neubau. Doch auch die Erbengemeinschaft hatte kein dauerhaftes Interesse an diesem Gut. Noch vor 1866 verkauften sie es für 123.500 Taler an die Familie von Schlieben; verbunden war damit ein Besitz von 1016 ha. Diese alte Adelsfamilie hielt das kreistagsfähige Rittergut bis zum Ende des Zweiten Weltkrieges. Letzter Vertreter war Hans-Egon von Schlieben. Nach ihrer Enteignung wurde das Gut bis 1949 als Provinzialgut genutzt; anschließend entstand im Ort ein Volkseigenes Gut. Nach der Wende gelangte das Gutshaus über die Treuhandanstalt an die Arbeiterwohlfahrt des Landes Brandenburg.

## Kultur und Sehenswürdigkeiten

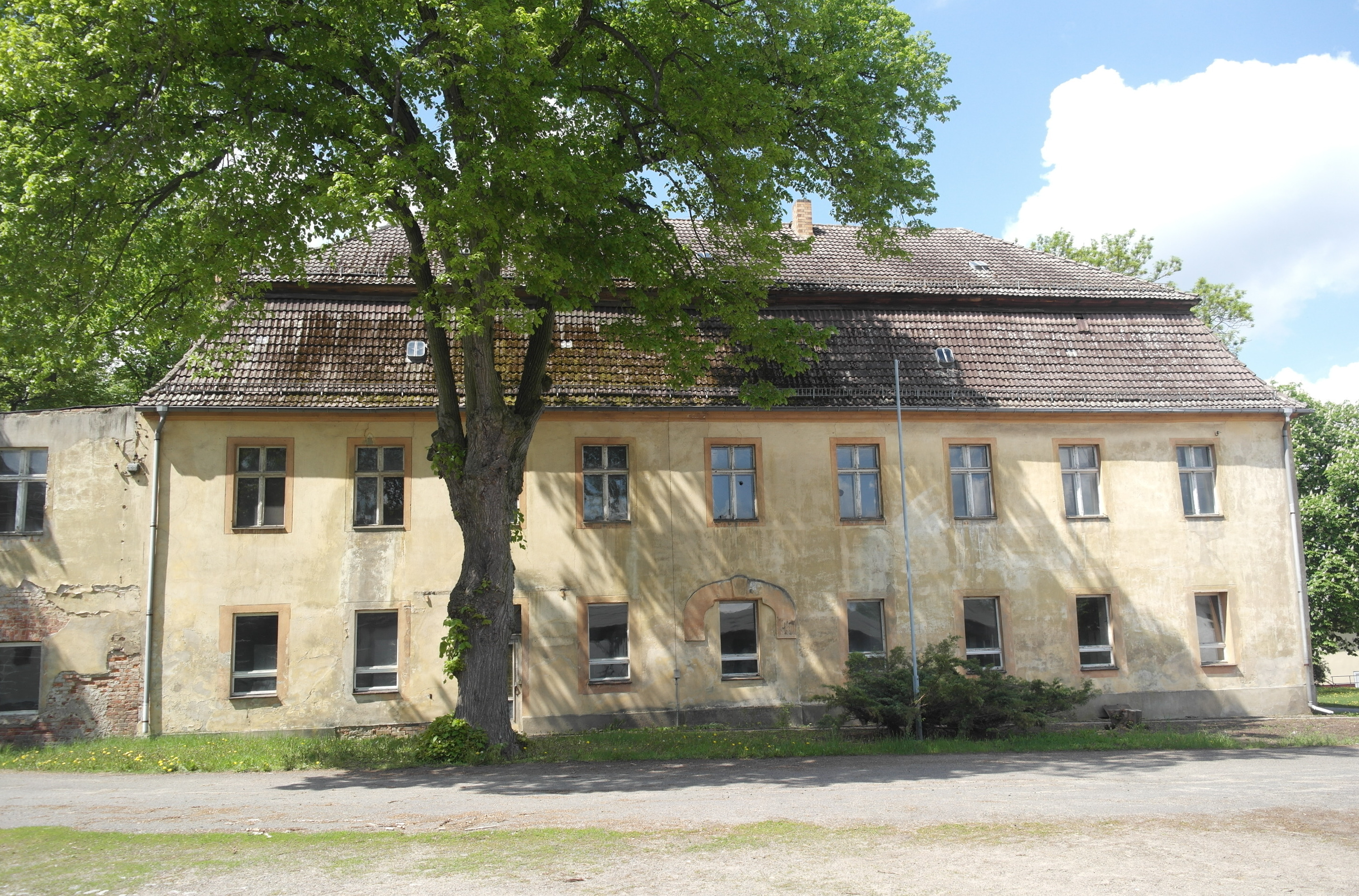
Gutshaus (2013)

- Das Gutshaus Kemlitz entstand in der ersten Hälfte des 18. Jahrhunderts vermutlich unter Einbezug eines Vorgängergebäudes aus der Renaissance.
- Die Dorfkirche Kemlitz entstand im Jahr 1856 im Rundbogenstil. Die Kirchenausstattung stammt aus der Bauzeit.
- Die Dorfschule in der Dorfstraße 12 sowie ein Gehöft, bestehend aus Wohnhaus, Scheune und Stallgebäude in der Dorfstraße 42 stehen unter Denkmalschutz.
- Die Flaeming-Skate führt durch den Ort.

## Nachweise
1. ↑  Stadt Dahme/Mark: Kemlitz. Abgerufen am 28. September 2021.
2. ↑  Ad. M. Hildebrandt: Vierteljahrsschrift für Heraldik, Sphragistik und Genealogie 1889 (1889). Vasallen-Geschlechter der Markgrafen zu Meißen, Landgrafen zu Thüringen, etc. In: Verein "Herold" Berlin (Hrsg.): Vierteljahresschrift. XVII. Jahrgang Auflage. Heft 3. Carl Heymanns Verlag, Berlin 1889, S. 306 (uni-duesseldorf.de [abgerufen am 13. September 2021]).
3. ↑  K. Fr. Rauer (Hrsg.): Hand-Matrikel der in sämmtlichen Kreisen des preussischen Staats auf Kreis- und Landtagen vertretenen Rittergüter. Provinz Brandenburg, 1857. K. Fr. Rauer, Berlin 1857, S. 113 (uni-duesseldorf.de [abgerufen am 13. September 2021]).
4. ↑  P. Ellerholz, H. Lodemann, H. von Wedel: General-Adressbuch der Ritterguts- und Gutsbesitzer im Deutschen Reiche. 1. Band: Das Königreich Preussen, Lfg. 1: Die Provinz Brandenburg. Nicolaische Verlags-Buchhandlung R. Stricker, Berlin 1879, S. 122–123, doi:10.18452/377 (hu-berlin.de [abgerufen am 13. September 2021]).
5. ↑  Walter v. Hueck, Friedrich Wilhelm Freiherr v. Lyncker u. Ehrenkrook: Genealogisches Handbuch der Adeligen Häuser / A
(Uradel, Ersterwähnung vor 1400). 1971. In: Ausschuss für adelsrechtliche Fragen in Gemeinschaft mit dem Dt. Adelsarchiv (Hrsg.): Gesamtreihe des GHdA von 1951 bis 2015. Band XI, Nr. 49. C. A. Starke, 1971, ISSN 0435-2408, S. 415–416 (d-nb.info [abgerufen am 13. September 2021]).